# Louis Obersteiner
Louis Obersteiner (ur. 10 sierpnia 2004) – skoczek narciarski posiadający austriackie i francuskie obywatelstwo, reprezentant klubu SC Wiener Stadtadler. Medalista mistrzostw świata juniorów (2023) oraz zimowego olimpijskiego festiwalu młodzieży Europy (2022) w konkursach drużynowych. Trzeci zawodnik klasyfikacji generalnej Alpen Cupu 2022/2023.

## Przebieg kariery
W lutym 2019 zadebiutował w Alpen Cupie, zajmując 4. miejsce w Kanderstegu. We wrześniu 2021 zadebiutował w FIS Cupie, zajmując 27. lokatę w Villach. Wystartował na Zimowym Olimpijskim Festiwalu Młodzieży Europy 2022, na którym zajął 4. miejsce indywidualnie, w konkursie drużynowym zdobył złoty medal, a w rywalizacji zespołów mieszanych srebrny. W sezonie 2022/2023 sześciokrotnie stawał na podium konkursów Alpen Cupu, cały cykl kończąc na 3. miejscu w klasyfikacji generalnej. Wystąpił na Mistrzostwach Świata Juniorów 2023, na których zajął 14. miejsce indywidualnie oraz zdobył złoty medal drużynowo. W marcu 2023 zadebiutował w Pucharze Kontynentalnym, zajmując 16. i 12. lokatę w Lahti.
Po sezonie 2024/2025 Obersteiner został powołany przez Francuski Związek Narciarski do kadry narodowej Francji w skokach narciarskich, a Austriacki Związek Narciarski i FIS wyraziły zgodę na zmianę przez niego barw narodowych.

## Mistrzostwa świata juniorów

### Indywidualnie
| 2023 Whistler | – | 14. miejsce |

### Drużynowo
| 2023 Whistler | – | złoty medal |

### Starty L. Obersteinera na mistrzostwach świata juniorów – szczegółowo
| Miejsce | Dzień    | Rok  | Miejscowość | Skocznia              | Punkt K | HS     | Konkurs  | Skok 1 | Skok 2 | Nota                  | Strata   | Zwycięzca       |
| ------- | -------- | ---- | ----------- | --------------------- | ------- | ------ | -------- | ------ | ------ | --------------------- | -------- | --------------- |
| 14.     | 2 lutego | 2023 | Whistler    | Whistler Olympic Park | K-95    | HS-104 | indywid. | 92,5 m | 93,5 m | 226,2 pkt             | 31,7 pkt | Vilho Palosaari |
| 1.      | 4 lutego | 2023 | Whistler    | Whistler Olympic Park | K-95    | HS-104 | druż.    | 99,5 m | 96,5 m | 972,5 pkt (233,1 pkt) | –        | –               |

## Zimowy olimpijski festiwal młodzieży Europy

### Indywidualnie
| 2022 Vuokatti/Lahti | – | 4. miejsce |

### Drużynowo
| 2022 Vuokatti/Lahti | – | złoty medal, srebrny medal (drużyna mieszana) |

### Starty L. Obersteinera na zimowym olimpijskim festiwalu młodzieży Europy – szczegółowo
| Miejsce | Dzień    | Rok  | Miejscowość | Skocznia     | Punkt K | HS     | Konkurs      | Skok 1 | Skok 2 | Nota                  | Strata   | Zwycięzca      |
| ------- | -------- | ---- | ----------- | ------------ | ------- | ------ | ------------ | ------ | ------ | --------------------- | -------- | -------------- |
| 4.      | 23 marca | 2022 | Lahti       | Salpausselkä | K-95    | HS-100 | indywid.     | 92,5 m | 91,5 m | 233,5 pkt             | 17,0 pkt | Jonas Schuster |
| 1.      | 24 marca | 2022 | Lahti       | Salpausselkä | K-95    | HS-100 | druż.        | 93,0 m | 93,0 m | 920,0 pkt (240,5 pkt) | –        | –              |
| 2.      | 25 marca | 2022 | Lahti       | Salpausselkä | K-95    | HS-100 | druż. miesz. | 94,0 m | 93,0 m | 897,0 pkt (243,0 pkt) | 16,0 pkt | Słowenia       |

## Puchar Kontynentalny

### Miejsca w klasyfikacji generalnej
| Sezon     | Miejsce |
| --------- | ------- |
| 2022/2023 | 65.     |

### Miejsca w poszczególnych konkursachPucharu Kontynentalnego
stan po zakończeniu sezonu 2024/2025
| Źródło                                                                        | Źródło          | Źródło     | Źródło     | Źródło          | Źródło          | Źródło        | Źródło        | Źródło        | Źródło        | Źródło        | Źródło         | Źródło         | Źródło            | Źródło            | Źródło     | Źródło     | Źródło              | Źródło              | Źródło              | Źródło              | Źródło         | Źródło         | Źródło      | Źródło      | Źródło | Źródło | Źródło | Źródło | Źródło | Źródło | Źródło | Źródło | Źródło | Źródło | Źródło | Źródło | Źródło | Źródło | Źródło | Źródło | Źródło | Źródło | Źródło | Źródło | Źródło | Źródło | Źródło | Źródło | Źródło | Źródło | Źródło | Źródło | Źródło | Źródło | Źródło | Źródło | Źródło | Źródło | Źródło |
| ----------------------------------------------------------------------------- | --------------- | ---------- | ---------- | --------------- | --------------- | ------------- | ------------- | ------------- | ------------- | ------------- | -------------- | -------------- | ----------------- | ----------------- | ---------- | ---------- | ------------------- | ------------------- | ------------------- | ------------------- | -------------- | -------------- | ----------- | ----------- | ------ | ------ | ------ | ------ | ------ | ------ | ------ | ------ | ------ | ------ | ------ | ------ | ------ | ------ | ------ | ------ | ------ | ------ | ------ | ------ | ------ | ------ | ------ | ------ | ------ | ------ | ------ | ------ | ------ | ------ | ------ | ------ | ------ | ------ | ------ |
| Sezon 2022/2023                                                               |                 |            |            |                 |                 |               |               |               |               |               |                |                |                   |                   |            |            |                     |                     |                     |                     |                |                |             |             |        |        |        |        |        |        |        |        |        |        |        |        |        |        |        |        |        |        |        |        |        |        |        |        |        |        |        |        |        |        |        |        |        |        |        |
| Vikersund HS117                                                               | Vikersund HS117 | Ruka HS142 | Ruka HS142 | Engelberg HS140 | Engelberg HS140 | Planica HS138 | Planica HS138 | Sapporo HS137 | Sapporo HS137 | Sapporo HS137 | Eisenerz HS109 | Eisenerz HS109 | Klingenthal HS140 | Klingenthal HS140 | Rena HS139 | Rena HS139 | Iron Mountain HS133 | Iron Mountain HS133 | Iron Mountain HS133 | Iron Mountain HS133 | Zakopane HS140 | Zakopane HS140 | Lahti HS130 | Lahti HS130 | punkty |        |        |        |        |        |        |        |        |        |        |        |        |        |        |        |        |        |        |        |        |        |        |        |        |        |        |        |        |        |        |        |        |        |        |
| -                                                                             | -               | -          | -          | -               | -               | -             | -             | -             | -             | -             | -              | -              | -                 | -                 | -          | -          | -                   | -                   | -                   | -                   | -              | -              | 16          | 12          | 37     |        |        |        |        |        |        |        |        |        |        |        |        |        |        |        |        |        |        |        |        |        |        |        |        |        |        |        |        |        |        |        |        |        |        |
| Legenda                                                                       |                 |            |            |                 |                 |               |               |               |               |               |                |                |                   |                   |            |            |                     |                     |                     |                     |                |                |             |             |        |        |        |        |        |        |        |        |        |        |        |        |        |        |        |        |        |        |        |        |        |        |        |        |        |        |        |        |        |        |        |        |        |        |        |
| 1 2 3 4-10 11-30 poniżej 30 dq – dyskwalifikacja - – zawodnik nie wystartował |                 |            |            |                 |                 |               |               |               |               |               |                |                |                   |                   |            |            |                     |                     |                     |                     |                |                |             |             |        |        |        |        |        |        |        |        |        |        |        |        |        |        |        |        |        |        |        |        |        |        |        |        |        |        |        |        |        |        |        |        |        |        |        |

## FIS Cup

### Miejsca w klasyfikacji generalnej
| Sezon     | Miejsce |
| --------- | ------- |
| 2021/2022 | 24.     |
| 2022/2023 | 70.     |
| 2023/2024 | 52.     |
| 2024/2025 | 12.     |

### Zwycięstwa w konkursach indywidualnych FIS Cupu chronologicznie
| Lp. | Dzień    | Rok  | Miejscowość | Skocznia       | Punkt K | HS     | Skok 1  | Skok 2  | Nota      |
| --- | -------- | ---- | ----------- | -------------- | ------- | ------ | ------- | ------- | --------- |
| 1.  | 21 marca | 2025 | Zakopane    | Wielka Krokiew | K-125   | HS-140 | 133,0 m | 137,5 m | 270,9 pkt |

### Miejsca na podium w konkursach indywidualnych FIS Cupu chronologicznie
| Lp. | Dzień    | Rok  | Miejscowość | Skocznia        | Punkt K | HS     | Skok 1  | Skok 2  | Nota      | Lok. | Strata   | Zwycięzca          |
| --- | -------- | ---- | ----------- | --------------- | ------- | ------ | ------- | ------- | --------- | ---- | -------- | ------------------ |
| 1.  | 8 lutego | 2025 | Eisenerz    | Erzbergschanzen | K-98    | HS-109 | 102,0 m | 98,5 m  | 258,1 pkt | 3.   | 6,9 pkt  | Raffael Zimmermann |
| 2.  | 20 marca | 2025 | Zakopane    | Wielka Krokiew  | K-125   | HS-140 | 133,0 m | 138,5 m | 309,8 pkt | 2.   | 19,3 pkt | Francisco Mörth    |
| 3.  | 21 marca | 2025 | Zakopane    | Wielka Krokiew  | K-125   | HS-140 | 133,0 m | 137,5 m | 270,9 pkt | 1.   | –        | –                  |

### Miejsca w poszczególnych konkursachFIS Cupu
stan po zakończeniu sezonu 2024/2025
| Sezon 2021/2022                                                               |                    |                  |                  |                  |                  |             |             |                  |                  |                  |                  |               |               |                  |                  |               |               |                |                |               |               |                |                |               |               |                |                |        |        |        |        |        |        |        |        |        |        |        |        |        |        |        |        |        |        |        |
| Otepää HS97                                                                   | Otepää HS97        | Kuopio HS100     | Kuopio HS127     | Einsiedeln HS117 | Einsiedeln HS117 | Ljubno HS94 | Ljubno HS94 | Villach HS98     | Villach HS98     | Lahti HS100      | Lahti HS100      | Falun HS100   | Falun HS100   | Kandersteg HS106 | Kandersteg HS106 | Notodden HS98 | Notodden HS98 | Zakopane HS105 | Villach HS98   | Villach HS98  | Oberhof HS100 | Oberhof HS100  | punkty         | punkty        | punkty        | punkty         | punkty         | punkty | punkty | punkty | punkty | punkty | punkty | punkty | punkty | punkty | punkty | punkty | punkty | punkty | punkty |        |        |        |        |        |
| -                                                                             | -                  | -                | -                | -                | -                | -           | -           | 27               | 23               | 6                | 4                | -             | -             | -                | -                | -             | -             | 32             | -              | -             | 6             | 4              | 192            | 192           | 192           | 192            | 192            | 192    | 192    | 192    | 192    | 192    | 192    | 192    | 192    | 192    | 192    | 192    | 192    | 192    | 192    |        |        |        |        |        |
| Sezon 2022/2023                                                               |                    |                  |                  |                  |                  |             |             |                  |                  |                  |                  |               |               |                  |                  |               |               |                |                |               |               |                |                |               |               |                |                |        |        |        |        |        |        |        |        |        |        |        |        |        |        |        |        |        |        |        |
| Frenštát HS106                                                                | Frenštát HS106     | Szczyrk HS104    | Szczyrk HS104    | Einsiedeln HS117 | Einsiedeln HS117 | Kranj HS109 | Kranj HS109 | Villach HS98     | Villach HS98     | Notodden HS98    | Notodden HS98    | Szczyrk HS104 | Szczyrk HS104 | Villach HS98     | Villach HS98     | Oberhof HS100 | Oberhof HS100 | Zakopane HS140 | Zakopane HS140 | punkty        | punkty        | punkty         | punkty         | punkty        | punkty        | punkty         | punkty         | punkty | punkty | punkty | punkty | punkty | punkty | punkty | punkty | punkty | punkty | punkty |        |        |        |        |        |        |        |        |
| -                                                                             | -                  | 10               | 13               | -                | -                | -           | -           | -                | -                | -                | -                | -             | -             | -                | -                | -             | -             | -              | -              | 46            | 46            | 46             | 46             | 46            | 46            | 46             | 46             | 46     | 46     | 46     | 46     | 46     | 46     | 46     | 46     | 46     | 46     | 46     |        |        |        |        |        |        |        |        |
| Sezon 2023/2024                                                               |                    |                  |                  |                  |                  |             |             |                  |                  |                  |                  |               |               |                  |                  |               |               |                |                |               |               |                |                |               |               |                |                |        |        |        |        |        |        |        |        |        |        |        |        |        |        |        |        |        |        |        |
| Szczyrk HS104                                                                 | Szczyrk HS104      | Einsiedeln HS117 | Einsiedeln HS117 | Villach HS98     | Villach HS98     | Râșnov HS97 | Râșnov HS97 | Kandersteg HS106 | Kandersteg HS106 | Notodden HS98    | Notodden HS98    | Falun HS100   | Falun HS100   | Szczyrk HS104    | Szczyrk HS104    | Oberhof HS100 | Oberhof HS100 | Zakopane HS140 | Zakopane HS140 | punkty        | punkty        | punkty         | punkty         | punkty        | punkty        | punkty         | punkty         | punkty | punkty | punkty | punkty | punkty | punkty | punkty | punkty | punkty | punkty | punkty |        |        |        |        |        |        |        |        |
| -                                                                             | -                  | 13               | 17               | -                | -                | -           | -           | -                | -                | -                | -                | -             | -             | -                | -                | 15            | 20            | -              | -              | 61            | 61            | 61             | 61             | 61            | 61            | 61             | 61             | 61     | 61     | 61     | 61     | 61     | 61     | 61     | 61     | 61     | 61     | 61     |        |        |        |        |        |        |        |        |
| Sezon 2024/2025                                                               |                    |                  |                  |                  |                  |             |             |                  |                  |                  |                  |               |               |                  |                  |               |               |                |                |               |               |                |                |               |               |                |                |        |        |        |        |        |        |        |        |        |        |        |        |        |        |        |        |        |        |        |
| Hinterzarten HS109                                                            | Hinterzarten HS109 | Frenštát HS106   | Frenštát HS106   | Szczyrk HS104    | Szczyrk HS104    | Kranj HS109 | Kranj HS109 | Villach HS98     | Villach HS98     | Einsiedeln HS117 | Einsiedeln HS117 | Otepää HS97   | Otepää HS97   | Otepää HS97      | Kandersteg HS106 | Notodden HS98 | Notodden HS98 | Falun HS100    | Falun HS100    | Szczyrk HS104 | Szczyrk HS104 | Eisenerz HS109 | Eisenerz HS109 | Oberhof HS100 | Oberhof HS100 | Zakopane HS140 | Zakopane HS140 | punkty | punkty | punkty | punkty | punkty | punkty | punkty | punkty | punkty | punkty | punkty | punkty | punkty | punkty | punkty | punkty | punkty | punkty | punkty |
| -                                                                             | -                  | -                | -                | 12               | 7                | -           | -           | 11               | 30               | 15               | 8                | -             | -             | -                | -                | -             | -             | -              | -              | 7             | 4             | 3              | 8              | -             | -             | 2              | 1              | 489    | 489    | 489    | 489    | 489    | 489    | 489    | 489    | 489    | 489    | 489    | 489    | 489    | 489    | 489    | 489    | 489    | 489    | 489    |
| Legenda                                                                       |                    |                  |                  |                  |                  |             |             |                  |                  |                  |                  |               |               |                  |                  |               |               |                |                |               |               |                |                |               |               |                |                |        |        |        |        |        |        |        |        |        |        |        |        |        |        |        |        |        |        |        |
| 1 2 3 4-10 11-30 poniżej 30 dq – dyskwalifikacja - − zawodnik nie wystartował |                    |                  |                  |                  |                  |             |             |                  |                  |                  |                  |               |               |                  |                  |               |               |                |                |               |               |                |                |               |               |                |                |        |        |        |        |        |        |        |        |        |        |        |        |        |        |        |        |        |        |        |